# Épitrite
Les épitrites (grec ancien ἐπίτριτος, epitritos, « (un) agrandi du tiers » en référence au compte des mores du pied, 4 mores étant égaux à 3 + 1/3 de 3 ; latin epitritus ou epitritos) sont des pieds tétrasyllabiques de la métrique antique et notamment de la poésie grecque et latine. Ils sont composés de trois syllabes longues et d’une syllabe brève. Ces pieds contiennent 7 mores.
Selon la position de la brève, on distingue :
- l’épitrite premier de schéma métrique | ∪ — — — | avec 3 + 4 mores comme le mot latin sacerdotes[1] ou les mots grecs καθίζηται[2], ἐφορμήσας
- l’épitrite deuxième de schéma | — ∪ — — | avec 3 + 4 mores comme en latin conditores[1] ou en grec ἡ χελῑδών
- l’épitrite troisième de schéma | — — ∪ — | avec 4 + 3 mores comme Demosthenes[1] ou τῶν σωμάτων
- l’épitrite quatrième de schéma | — — — ∪ | avec 4 + 3 mores comme Fescenninus[1] ou κωλύσαντα

Les quatre variantes de pieds épitrites sont déjà énumérées par Denys le Grammairien. Le grammairien Héphestion d'Alexandrie mentionne des appellations alternatives, à savoir « karikos » (épitrite deuxième), « podios » (épitrite troisième) et « monogénès » (épitrite quatrième).
La poésie grecque utilisait principalement les deuxième et troisième épitrites ; le premier et le quatrième étaient considérés comme bancals par les Grecs.
Les vers dans lesquels alternent dactyles et épitrites sont appelés dactylo-épitrites, terme introduit par August Rossbach et Rudolf Westphal. Le terme s'applique aussi dans l’analyse des rythmes prosaïques, comme quand Jérôme de Stridon avec omnia volutari finit une période sur le schéma | — ∪ ∪ ∪ — — — |, c'est-à-dire dactyle + épitrite premier. 